# قیام طالشه کولی
قیام طالشه کولی در سال ۱۰۰۳ هجری قمری و در زمان سلطنت شاه عباس در گیلان روی داد. این یکی از رشته قیامهای مردمی بود که به فاصله چند سال پس از فتح گیلان به دست شاه عباس دوباره ظهور کردند و توسط قزلباشان سرکوب شدند.

## اسکندر بیگ ترکمان
اسکندر بیگ ترکمان در خصوص این قیام نوشته است: «طالشه کولی و ابو سعید پس از تسخیر لاهیجان و با جلب حمایت مردم بیه پس نماینده‌ای برای بازگرداندن خان احمد به شروان فرستادند.»

## افوشته‌ای نطنزی
افوشته‌ای نطنزی نوشته‌است:«.... سبب کلی فساد طالشه کلی این بود که در آن وقت که نواب همایون کیا-شاه عباس-کیا فریدون را منظور نظر اعتبار گردانیده علم سپهسالاری او را در مملکت گیلان برافراخت و عنان اختیار سپاهیان و لشکریان گیلان را به دست اقتدار او داد سایهٔ التفات بر ساحت احوال طالشه کلی که اعظم امرای گیلان و سردار معتمد و معتبر خان احمد بود نینداخت.»
وی در خصوص پیام طالشه کولی به مردم رشت در جهت دعوت آنان به قیام می‌گوید:«... قاصدی نزد اهالی و اعیان رشت فرستاد و برین وجه پیغام داد که چون حاکم و سردار شما را بی‌جهتی ظاهر و سببی باهر مواخذه و مقید کرده‌اند و در مقام استیصال نهال آمال او درآمده عنقریب ملک شما پایمال حوادث خواهد گشت بلکه این فتنه و فتور در ولایت ما نیز سرایت کرده عمدهٔ ممالک گیلان مستاصل و مستهلک خواهد گردید، غیرت و تعصب مقتضی آن است که ما و شما به یکدیگر اتفاق نموده طایفهٔ قزلباش را بالکلیه از مملکت گیلان اخراج کنیم...»

## عبدالفتاح فومنی
به نوشته عبدالفتاح فومنی در کتاب تاریخ گیلان، «چون طالشه کولی از مراجعت خان احمد خان از شروان مأیوس گشت، عصیان کرد.»
عبد الفتاح از جزئیات قیام چیزی ننوشته‌است ولیی می‌توان با توجه به نوشته‌های او به اهمیت این قیام و این را که جماعت زیادی از توده‌های فقیر شهری و روستایی را دربرگرفت دریافت.  فرماندهان متعدد و کار آزموده برای سرکوب آن اعزام شدند و حاصلخیزترین نواحی گیلان به عنوان تیول به آنان اختصاص داده شد که نشان می‌دهد قیام گسترده بوده‌است.
به نظر می‌رسد طالشه کولی تا موفعی که احتمال می‌رفت خان احمد خان برگردد، قیام نکرد و فقط زمانی قیام را شروع کرد بازنگشتن خان احمد خان به گیلان محرز شده بود.
تفاوت این نوشته‌ها عبارتند از این که ملا عبد الفتاح  قطع امید طالشه کولی را از بازگشت خان احمد خان از خاک عثمانی به ایران علت قیام وی دانسته اما افوشته‌ای علت قیام طالشه کولی را این می داند که که او به دلیل بی توجهی شاه عباس به وی قیام کرد. افوشته‌ای معتقد است طالشه کولی در باطن برای مقصود خود ولی در ظاهر به جهت کسب حمایت مردم رشت و حومه، بازداشت حاکم رشت را بهانه قیام قرار داده.
از نوشته افوشته‌ای به نظر می‌رسد این سیاست طالشه کولی موجب فراهم شدن سپاه گسترده‌ای از مردم بیه پس و بیه پیش به سرداری طالشه کولی در مقابل سپاه صفوی شد.
مطالب افوشته‌ای  در نقاوة الاثار نشان دهنده گستردگی قیام و شرکت مردم نواحی بیه پس و بیه پیش در آن و نیز شجاعت مردم گیلان است که دست از قیام برنمی‌داشتند.
افوشته‌ای نوشته:«... علی بیگ عریضه‌ای به نواب همایون ارسال داشته استدعای خلاصی از قید نمود مشعر به آنکه خلاصی او موجب تسخیر مملکت گیلان و سبب تسکین این مادهٔ فتنه نشانست معروض داشت و التماس خان عالی مکان شرف وصول و درجهٔ قبول یافته علی بیگ از قید حبس نجات یافت و نشان حکومت گیلان بیه پس به دستور پیش به نام او نوشته با خلعات فاخره از تاج مرصع و کمر و اسب تازی با زین زر جهت او تعیین شده به لقب خانی سرافراز گردید و حسب الاشاره علیه، به مرافقت امارت مآب حسین خان قورچی شمشیر و گنج علی خان سلطان کرد و امیره عباس و کیا جلال الدین و کیا فریدون و خواجه مسیح الدین وزیر گیلان، علم توجه به دیلمان برافراشته...»
افوشته‌ای از مقاومت و تداوم ستیزه‌جویی مردم گیلان می‌نویسد:«... مکرر محاربات صعب به وقوع پیوسته هرکرت بسیاری ازگیلانیان معروض تیغ غازیان بهرام حسام گشته لوای«وان جندنا لهم الغالبون»می‌افراشتند و گیلکان درین مدت باوجود مغلوبیت، همچنان برخلاف و نفاق اصرار نموده دست از عنان ستیزه و انکار برنمی‌داشتند.»
در تاریخ گیلان در خصوص گستردگی قیام آمده‌است:«... حسب الفرمان عساکر به جهت تنبیه و تعذیب مخالفان روانه مملکت بیه پیش شدند و قورچی باشی به اتفاق سرداران سپاه به لاهیجان نزول نموده از دیلمان و خورگام تاکوهات سمام همه‌جا به امر او سپاه قسمت نموده مقرر فرمود که تمامی عسکر پیاده در جنگل‌ها و جبل‌ها ترددات کرده و مادام که طالش کولی و مخالفان به دست درنیایند آرام و خورد و خواب بر خود حرام دانند وسیعی موفور دربارهٔ تسیخیر یاغیان به تقدیم رسانند»
افوشته‌ای در اشعاری کشتار فجیع مردم را نشان داده‌است. زبان اشعار نشان دهنده مقاومت و ایستادگی مردمی ست که ترجیح می‌دادند قتل عام شوند تا زندگی ننگین داشته باشند.
بعد از سرکوبی قیام طالشه کولی،  نماینده اعزامی شاه عباس از مرکز قدرت را در دست گرفت و حاکمان محلی گیلان به طور مطلق از قدرت  برکنار شدند:«... بعد از مسخر شدن کشور گیلان، علی خان حاکم رشت و فومن را به دستور سابق به حکومت گیلان بیه پس مصحوب امارت دستگاه حسین خان شاملو ارسال داشت.»
افوشته‌ای از اعمال و رفتار ساکنان گیلان ناخرسند بوده‌است.